# Batocera chevrolatii
Batocera chevrolatii är en skalbaggsart som beskrevs av Thomson 1859. Batocera chevrolatii ingår i släktet Batocera och familjen långhorningar. Inga underarter finns listade.